# Giuseppina Grassi
Giuseppina Grassi (28 gennaio 1957) è un'ex altista e ostacolista sammarinese.

## Biografia
Nata nel 1957, a 19 anni ha partecipato ai Giochi olimpici di Montréal 1976, nella gara di salto in alto, uscendo nel turno di qualificazione dopo aver fallito tutti e tre i salti ad altezza 1,70 m.
Detiene due record nazionali sammarinesi: nel salto in alto, con 1,76 m e 1,73 m (indoor), ottenuti rispettivamente nel 1974 e 1975.

## Record nazionali

### Seniores
- Salto in alto: 1,76 m ( San Marino, 2 giugno 1974)
- Salto in alto indoor: 1,73 m ( Ancona, 2 febbraio 1975)

## Palmarès
| Anno | Manifestazione  | Sede     | Evento        | Risultato | Prestazione | Note |
| ---- | --------------- | -------- | ------------- | --------- | ----------- | ---- |
| 1976 | Giochi olimpici | Montréal | Salto in alto | nm (q)    | nm (q)      |      |